# Municipio de Missouri (condado de Pike)
El municipio de Missouri (en inglés: Missouri Township) es un municipio ubicado en el condado de Pike en el estado estadounidense de Arkansas. En el año 2010 tenía una población de 780 habitantes y una densidad poblacional de 10,37 personas por km².

## Geografía
El municipio de Missouri se encuentra ubicado en las coordenadas 34°2′48″N 93°32′21″O / 34.04667, -93.53917. Según la Oficina del Censo de los Estados Unidos, el municipio tiene una superficie total de 75.22 km², de la cual 75,08 km² corresponden a tierra firme y (0,19 %) 0,14 km² es agua.

## Demografía
Según el censo de 2010, había 780 personas residiendo en el municipio de Missouri. La densidad de población era de 10,37 hab./km². De los 780 habitantes, el municipio de Missouri estaba compuesto por el 97,95 % blancos, el 0,51 % eran afroamericanos, el 0,13 % eran amerindios, el 0,13 % eran asiáticos, el 0,9 % eran de otras razas y el 0,38 % eran de una mezcla de razas. Del total de la población el 1,15 % eran hispanos o latinos de cualquier raza.